# Andrews Space
Andrews Space était une petite entreprise aérospatiale basée à Seattle, dans l'état de Washington.
Andrews Space Inc. a été fondée en 1999 pour développer des systèmes spatiaux. Andrews avait pour objectif de fournir des services aérospatiaux pour des clients commerciaux, civils et militaires en mettant l'accent sur le bas coût.

## Projets
- Rocketplane Kistler K-1 - véhicule spatial réutilisable
- Air Collection and Enrichment System (ACES) - Propose à générer du carburant LOX en vol depuis l'atmosphère
- Gryphon RLV vehicle - véhicule spatial à décollage et atterrissage horizontal[1]
- MicroX - Microsatellite
- Cislunar Flight Experiment de la NASA
- Andrews Cargo Module - vaisseau cargo et candidat au programme COTS de la NASA[réf. nécessaire]

Andrews Space fut choisi comme l'une des six finalistes pour le programme COTS de la NASA, en proposant son cargo Kistler K-1, puis l'un des deux appelés à remplir le contrat (avec SpaceX et son Dragon), mais fut par la suite éliminée et remplacée par Orbital ATK et son Cygnus, la capacité de financement de l’entreprise étant insuffisante pour supporter les coûts de développement. En novembre 2010, Andrews Space fut sélectionné par la NASA pour étudier des concepts de lanceurs lourds et des technologies de propulsion.